# Chittur
Chittur (censita come Chittur-Thathamangalam) è una suddivisione dell'India, classificata come municipality, di 31.884 abitanti, situata nel distretto di Palakkad, nello stato federato del Kerala. In base al numero di abitanti la città rientra nella classe III (da 20.000 a 49.999 persone).

## Geografia fisica
La città è situata a 10° 41' 60 N e 76° 45' 0 E e ha un'altitudine di 130 m s.l.m..

## Società

### Evoluzione demografica
Al censimento del 2001 la popolazione di Chittur assommava a 31.884 persone, delle quali 15.528 maschi e 16.356 femmine. I bambini di età inferiore o uguale ai sei anni assommavano a 2.899, dei quali 1.483 maschi e 1.416 femmine. Infine, coloro che erano in grado di saper almeno leggere e scrivere erano 25.163, dei quali 12.985 maschi e 12.178 femmine.